# Cementerio de San Sebastián (Madrid)
El cementerio de la Sacramental de San Sebastián de Madrid (España) fue inaugurado en 1821 y fue demolido en 1925. Fue uno de los construidos a raíz de la prohibición, decretada por el rey José I, de enterrar en el interior de las iglesias.

## Historia
Se construyó en 1821, en al camino de Yeseros (actual calle de Méndez Álvaro), en unos parajes conocidos como los Garbanzales y el Palomar de Juan Sánchez. Ocupaba un solar situado aproximadamente entre las actuales calles Méndez Álvaro, Canarias, Vara de Rey y Ramírez de Prado, junto al cementerio de la Sacramental de San Nicolás.

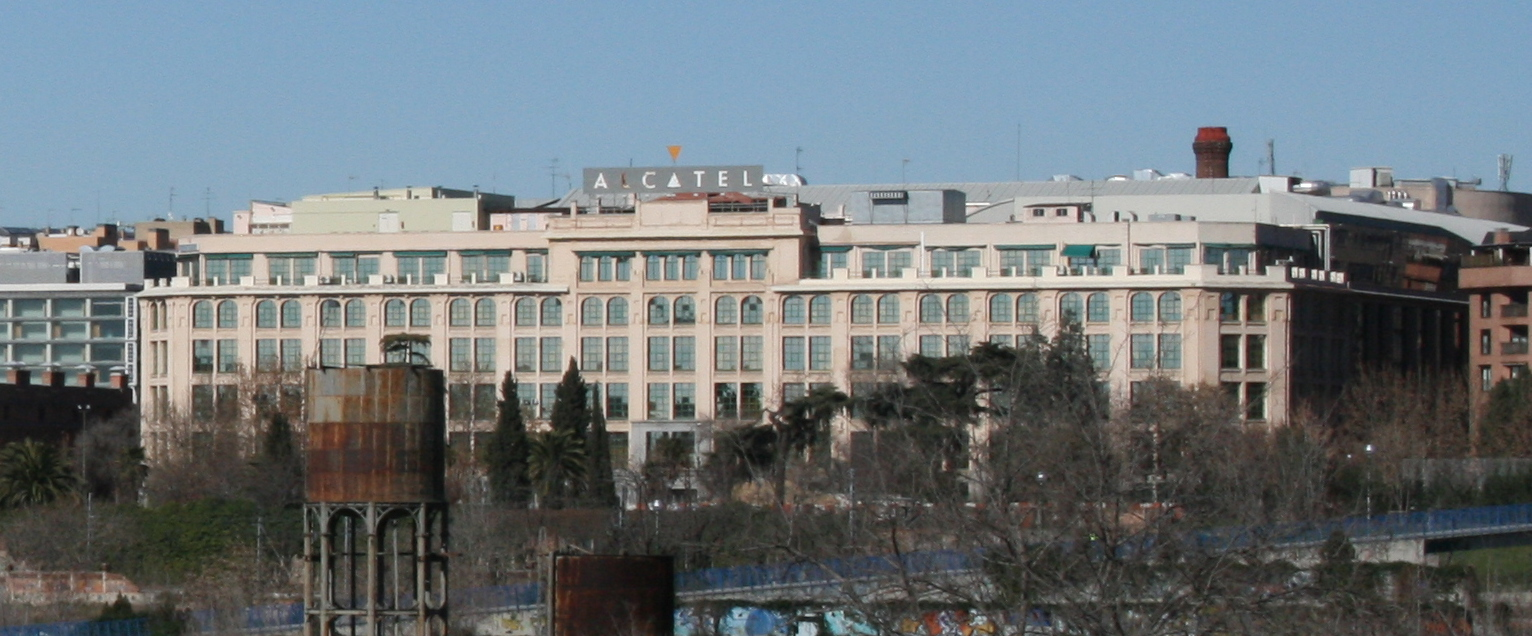
Sede de Alcatel en Madrid (2007), edificado en el solar que ocupó el cementerio de San Sebastián.

El responsable de su construcción fue José Llorente, el cual construyó inicialmente un patio rectangular con galerías de nichos en tres de sus lados, inspirándose en el modelo de las corralas. Sufrió ampliaciones en 1844 y 1852 y contaba con cuatro patios: el de San Sebastián (el patio inicial, construido por Llorente) y los de Nuestra Señora de la Concepción, San Pedro y San Pablo (construidos por José María de Mariátegui y Juan José Sánchez Pescador). En 1872, se añadió un nuevo patio, el de San Andrés Avelino, construido por Simeón Ávalos. Destacaba el panteón de Joaquín Fagoaga, que fuera director del Banco de San Carlos, origen del Banco de España.
Al igual que los cementerios generales del Norte y del Sur y las sacramentales de San Martín, San Luis, San Nicolás y La Patriarcal, fue clausurado el 1 de septiembre de 1884, al entrar en funcionamiento la Necrópolis del Este. Sin embargo, siguió en funcionamiento hasta 1925 cuando fue demolido.
Sobre su solar se construyeron la fábrica de cerveza El Águila y la fábrica de Standard Eléctrica. Esta última fue remodelada varias veces durante el siglo XX para ser la sede de Alcatel (luego Alcatel-Lucent) y construir viviendas. En 2009, el edificio sufrió un derrumbe y el conjunto fue demolido.